# Down (canción de Marian Hill)
«Down» es un sencillo del dúo de compositores "Marian Hill" grabado en el año 2016. El 14 de marzo de 2017 se publicó el vídeo oficial en YouTube, donde ha conseguido más de 29 millones de visiones. La empresa Apple utilizó la canción para un anuncio del iPhone 7 y los Airpods el 14 de enero de 2017.

## Composición
La canción está escrita en  C menor con un tempo de 85 pulsaciones por minuto. Sigue una progresión de acordes de Cm-Bb-Ab-Gm.

## Rendimiento
Entró al Hot 100 del Billboard y llegando al número 37 en febrero de 2017.

## Videoclip
- El video comienza con Samantha Gongol y Jeremy Lloyd dentro de un ascensor con paredes cubiertas de flores rosas.
- Samantha canta su verso mientras el ascensor sigue bajando.
- En otro ascensor viene con Samantha dentro y Jeremy en el techo, tocando el teclado.
- Las escenas continúan, Samantha y Jeremy se muestran cambiando de ascensor y caminando por el vestíbulo.
- Al final, ambos flotan cuando el ascensor cae a gran velocidad cuando se les ha cortado el cable.

El vídeo está dirigido por Jack Begert y producido por Sam Canter y Tyler Sobel-Mason para la productora Psycho Films